# (7239) Mobberley
(7239) Mobberley – planetoida z pasa głównego asteroid okrążająca Słońce w ciągu 3 lat i 392 dni w średniej odległości 2,32 j.a. Została odkryta 4 października 1989 roku przez Briana Manninga. Przed nadaniem nazwy planetoida nosiła oznaczenie tymczasowe (7239) 1989 TE.